# Saamaka Museum Mujee Wosu Dendu
Het Saamaka Museum Mujee Wosu Dendu (Mujee Wosu Dendu is Saramaccaans voor traditionele woning van de marronvrouw) is een klein museum in Paramaribo in Suriname. Het heeft een oppervlakte van vier bij zes meter en staat tegenover Grun Dyari aan de Johan Adolf Pengelstraat.
Het museum richt zich op het tonen en behoud van Saramacaans erfgoed. Saramaccaners zijn een marronstam die zich vormde toen in de 17e eeuw slaafgemaakten het binnenland in vluchten, en zich vestigden aan de Boven-Surinamerivier en de Saramaccarivier. Aan de bovenloop van de Surinamerivier opende in 2010 een ander, groter museum zijn deuren: het Saamaka Marron Museum in Pikin Slee.
Mujee Wosu Dendu is het initiatief van Susan Amimba-Bodjie, die geboren werd in Pikin Slee en opgroeide in Paramaribo. De opening op 10 oktober 2024 was een droom die ze allang koesterde. Ze merkte hoe snel de culturele kennis van haar stam in de stad verloren raakte. Nadat ze het museum in haar geboortedorp had gezien, voelde ze dat er in Paramaribo ook iets moest zijn om haar cultuur te behouden. Mettertijd wil ze het museum verder uitbreiden.
Samen met een kennis begon ze een stichting, waarin het museum is ondergebracht. Met eigen spaargeld begon ze museumstukken te verzamelen. Sommige werden speciaal op haar instructies in het binnenland gemaakt. Het museum biedt op een oppervlakte van 24 m2 onder meer meubilair, gebruiksgoederen en een nagebouwde keuken met borden, potten en pannen.

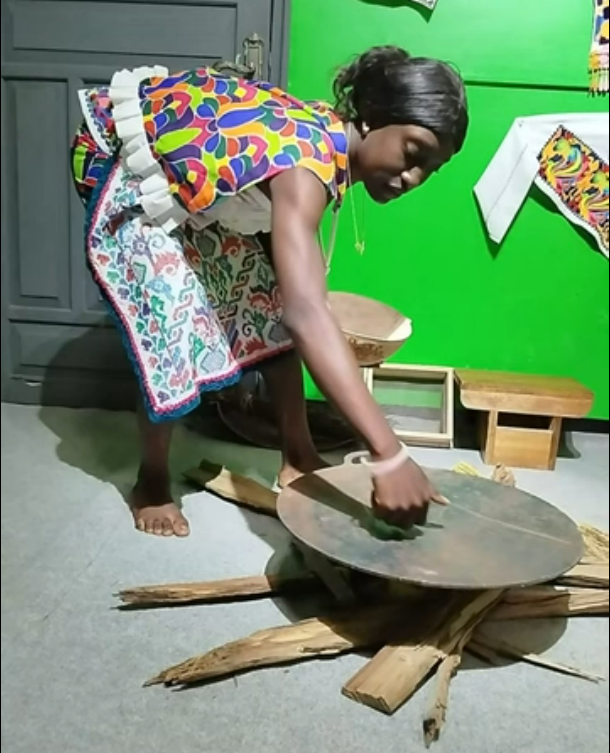
Vrouw bij een pan op open vuur